# Shura (cantante)
Alexandra Lilah Denton, conocida artísticamente como Shura, (nacida el 17 de junio de 1991 en Manchester, Inglaterra) es una cantante, compositora y productora discográfica británica. 

## Biografía
Shura creció en Mánchester. Su madre es una actriz rusa y su padre un director de documentales inglés. Tiene dos hermanos, uno de los cuales es su gemelo, Nicholas Denton, quien ha participado en sus videoclips: «Touch», «White Light» y «What's It's Gonna Be».
Comenzó a tocar la guitarra a los 13 años, aprendiendo de su padre, y a los 16 grabó música en un pequeño sello familiar. Fue futbolista juvenil y jugó para el Manchester City Sub-16 hasta los 11 años.
Estudió Literatura Inglesa en el University College de Londres y colaboró con el productor Hiatus. Tras graduarse, trabajó en la selva del Amazonas mientras desarrollaba su faceta como compositora. Autodidacta en producción, aprendió a usar software musical viendo tutoriales en YouTube. Su sencillo «Touch» (2014), coproducido con Joel Pott, atrajo la atención de medios y blogs. También lanzó «Just Once», «Indecision» y una remezcla de «Say You Love Me» de Jessie Ware.
Fue nominada en el BBC Sound of 2015 y firmó con Universal Music Publishing Group. En 2015 lanzó «2Shy», el EP «White Light» y tocó en festivales como Bestival, Festival N°6 y Latitude. En 2016 relanzó «Touch» con Talib Kweli y su álbum debut Nothing's Real fue editado por Polydor Records.

## Trayectoria reciente (2020–presente)
Después de su álbum forevher en 2019, Shura continuó produciendo nueva música. En 2020, lanzó el sencillo «Elevator Girl» junto a Ivy Sole, recibiendo elogios por su tono introspectivo y su evolución sonora.
En 2021, publicó una edición deluxe de forevher, con canciones inéditas y remixes.
El 30 de mayo de 2025 lanzó su tercer álbum de estudio titulado I Got Too Sad For My Friends, a través del sello Play It Again Sam. El disco fue producido junto a Luke Smith (conocido por su trabajo con Foals y Depeche Mode), e incluye colaboraciones con Cassandra Jenkins, Becca Mancari y Helado Negro.
El sencillo «World’s Worst Girlfriend» fue uno de los más comentados del álbum, combinando ironía lírica con producción sofisticada.
Como parte de la promoción del álbum, Shura anunció fechas de su gira en 2025, incluyendo dos presentaciones en el Bush Hall de Londres los días 10 y 11 de junio.

## Discografía

### Álbumes
| Título                       | Detalles                                                                              | Posición en UK |
| ---------------------------- | ------------------------------------------------------------------------------------- | -------------- |
| Nothing's Real               | * Lanzado: 8 de julio de 2016 * Sello: Polydor Records * Formato: CD, LP, digital     | 13             |
| forevher                     | * Lanzado: 16 de agosto de 2019 * Sello: Secretly Canadian * Formato: CD, LP, digital | —              |
| I Got Too Sad For My Friends | * Lanzado: 30 de mayo de 2025 * Sello: Play It Again Sam * Formato: CD, LP, digital   | —              |

### Sencillos destacados
- «Touch» (2014)
- «Just Once» (2014)
- «Indecision» (2014)
- «2Shy» (2015)
- «White Light» (2015)
- «Touch» (2016, con Talib Kweli)
- «The Space Tapes» (2016)
- «What’s It Gonna Be?» (2016)
- «Make It Up» (2016)
- «Elevator Girl» (2020, con Ivy Sole)
- «World’s Worst Girlfriend» (2025)
- «Richardson» (2025, con Cassandra Jenkins)

### Colaboraciones y remezclas
- Mura Masa – «Love For That» (2015)
- Jessie Ware – «Say You Love Me» (rework, 2014)
- Pumarosa – «Priestess» (remix, 2015)
- Mabel – «My Boy My Town» (remix, 2016)
- Tegan and Sara – «Boyfriend» (remix, 2016)